# Immunoglobuline D

Certains anticorps forment des polymères qui se lient à plusieurs molécules d'antigène.

Pour les articles homonymes, voir IGD.
L'immunoglobuline D (IgD) est un isotype d'anticorps constituant environ 1 % des protéines de la membrane plasmique des lymphocytes B matures, où elle est généralement coexprimée avec un autre anticorps de la surface cellulaire, appelé IgM, lorsque le lymphocyte quitte la moelle osseuse.  L'immunoglobuline D se lie aux granulocytes basophiles et aux mastocytes, ce qui a pour effet de les activer.  Elle est également présente en très petites quantités sous forme sécrétée dans le sérum.  Cette dernière est produite comme un anticorps monomérique avec deux chaînes lourdes (en) de classe delta (δ) et deux chaînes légères d'immunoglobuline (en).

## Fonction
La fonction des IgD a toujours été un casse-tête de l'immunologie depuis sa découverte en 1964. Les IgD sont présents chez des espèces de poissons cartilagineux aux humains (à l'exception probable des oiseaux).[2]. La présence quasi ubiquitaire des IgD chez les différentes espèces animales à système immunitaire acquis montre que les IgD sont aussi anciens que les IgM et suggère que les IgD ont une fonction immunologique importante.
Lorsque fixés sur eux, les IgD activent les lymphocytes B. À leur activation, ils sont prêts à prendre part dans la défense immunitaire du corps. 
Lors de la différenciation des lymphocytes B, les IgM sont l'isotype exclusif exprimé sur la membrane plasmique des lymphocytes B. Les IgD commencent à être exprimés en surface des lymphocytes B lors de leur sortie de la moelle osseuse vers les organes lymphoïdes secondaires. Une fois matures, les lymphocytes B co-expriment à la fois les IgM et les IgD. Cette double expression est mal comprise sur le plan fonctionnel. Des souris knock-out aux IgD (souris, dont un gène a été désactivé de telle sorte qu'elles n'expriment pas d' IgD) n'ont pas de défaut majeur intrinsèque avec leurs lymphocytes B.[3][4] Les IgD pourraient avoir un rôle dans les réactions allergiques.
Récemment, il a été démontré que les IgD se lient aux basophiles et aux mastocytes activant ainsi ces cellules à produire des facteurs antimicrobiens. Ce processus participe de la réponse immunitaire dans les voies respiratoires des humains.[5] Les IgD stimulent aussi les basophiles au relargage de facteurs homéostatiques des lymphocytes B. Ceci est cohérent avec l'expérimentation sur souris knock-out aux IgD, en effet, on observe dans ce cas :
- la réduction du nombre de lymphocytes B périphériques
- un niveau réduit d' IgE dans le sérum
- un défaut de la réponse immunitaire primaire des IgG1